# Ravelin Ridge
Ravelin Ridge (in Argentinien Dorsal Fuerte ‚Starker Rücken‘) ist ein Gebirgskamm auf Clarence Island im Archipel der Südlichen Shetlandinseln. Er erstreckt sich mit nordsüdlicher Ausrichtung fast über die gesamte Länge der Insel.
Das UK Antarctic Place-Names Committee benannte ihn 1971 im Zuge der British Joint Services Expedition (1970–1971) nach seiner Ähnlichkeit mit einem Ravelin.